# Santos Cifuentes

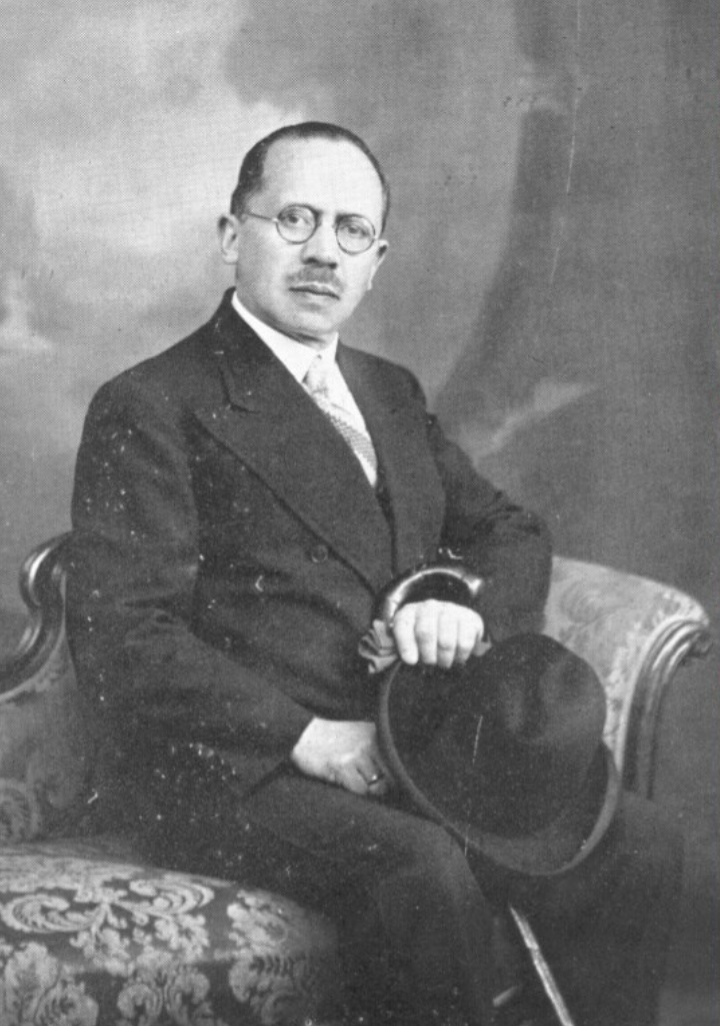
Santos Cifuentes (um 1903)

Santos Cifuentes Rodríguez (* 1. November 1870 in Bogotá; † 1. September 1932 in Buenos Aires) war ein kolumbianischer Komponist und Musikpädagoge.

## Leben
Er besuchte die Oberschule in Bogotá und schrieb sich 1886 an der vier Jahre zuvor gegründeten Academia Nacional de Música ein, der einzigen akademischen Musikausbildungsstätte in Kolumbien zu dieser Zeit, um Kontrabass zu studieren. Nach nur sechsmonatiger Ausbildung ernannte ihn Jorge Price (1853–1953), der britischstämmige Gründer der Nationalakademie, bereits zum Dozenten. Am 3. März 1889 erhielt er mit 18 Jahren sein Musiklehrerdiplom für Kontrabass und gehörte damit zu den ersten fünf überhaupt in Kolumbien graduierten Musikpädagogen. Seine Harmonielehrer waren Julio Quevedo Arévalo (1829–1896) und vor allem der 1891 an die Akademie gekommene Italiener Augusto Azzali (1863–1907), der seine Schüler im Geist des musikalischen Nationalismus beeinflusste, als dessen wichtiger Vertreter und Multiplikator Cifuentes gilt. Er studierte Klavier und Theorie bei Diego Fallón (1834–1905) und Honorio Alarcón und beschäftigte sich auch mit Violine und Cello. 1890 folgte er Alarcón auf dem Lehrstuhl für Fuge, Kontrapunkt und Klavier und übernahm ein Jahr später neben der Kontrabassklasse als Nachfolger des wegen mangelhafter Spanischkenntnisse für die allgemeine Lehre nicht geeigneten Azzali auch den Lehrstuhl für Harmonie, Musiktheorie und Solfège. Am 31. Oktober 1894 erhielt er als erster Absolvent der Akademie sein Diplom als Kompositionslehrer. 1896 heiratete er die Pianistin María Gutiérrez González. Im gleichen Jahr veröffentlichte er seine Harmonielehre (Tratado de armonía), die bis 1907 zum grundlegenden Lehrbuch der Musikakademie wurde.
Wegen der politischen Wirren, die zum Ausbruch des Tausendtagekriegs führten, wurde die Akademie 1899 geschlossen. Sie konnte erst 1905 unter veränderten Bedingungen wiedereröffnet werden und wurde ab 1910 unter der Leitung von Guillermo Uribe Holguín, einem Schüler von Cifuentes, gegen große Widerstände zum Konservatorium nach strikt europäischem Vorbild des Pariser Konservatoriums umgestaltet. Cifuentes eröffnete unterdessen seine eigene Schule in Bogotá, die ihren Betrieb während des Krieges offenbar aufrechterhielt und aus der 1903 die Beethoven-Musikakademie entstand, die er bis 1911 leitete. Im Jahr darauf verließ er Kolumbien aus politischen Gründen, nachdem eine Auseinandersetzung mit Uribe um den künftigen Kurs der Nationalen Akademie eskaliert war, und wurde 1912 Professor am Konservatorium von Santiago de Chile, wo er 16 Monate lang Harmonie, Kontrapunkt und Fuge lehrte. Seit 1913 lebte er als Musiklehrer und Komponist in Buenos Aires, wo er ebenfalls zeitweilig an verschiedenen Konservatorien lehrte.

## Musikalisches Schaffen

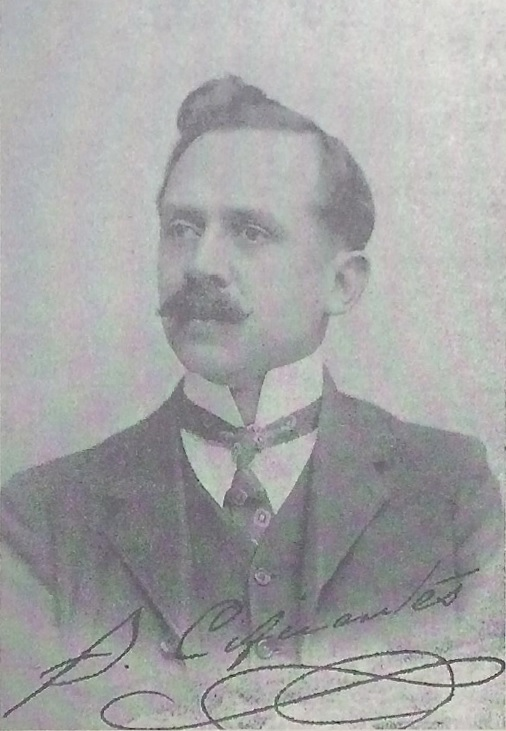
Autogrammkarte von Cifuentes ca. 1893

Er komponierte 1893 die Ouvertüre zu einer seinem Lehrer Azzali gewidmeten Sinfonie Albores Musicales (Opus 36), die im selben Jahr als Fragment unter der Leitung von Jorge Price vom Orchester der Nationalen Musikakademie aufgeführt wurde. Mit diesem wohl elaboriertesten musikalischen Werk von Cifuentes trat er erstmals als Komponist an die Öffentlichkeit. Das im Jahr darauf als Abschlusskomposition seines Studiums vorgelegte romantische Stück Scherzo sobre aires tropicales wurde das erfolgreichste Werk seiner jungen Schaffensphase. Neben einer weiteren Sinfonie gehören ein Klavierkonzert, eine Violinsonate, eine Ouvertüre in zwei Sätzen, Balladen und weitere Klavierstücke, kammermusikalische Werke, Lieder und Chorwerke, religiöse Kompositionen, aber auch Walzer und Pasillos sowie Variationen für Gitarre zu seinen Werken.
Die postume Veröffentlichung seines Himno colombiano im Jahr 1933 erfüllte die doppelte Funktion, ihn einerseits als kürzlich verstorbenen nationalen Komponisten zu würdigen und andererseits die patriotischen Gefühle vor dem Hintergrund des Kolumbianisch-Peruanischen Kriegs anzufachen.

## Bedeutung
Seine Bedeutung beruht vor allem auf dem Einfluss, den er als einer der prägenden Lehrer an der Nationalen Musikakademie aus der Zeit vor der Jahrhundertwende auf mehrere Generationen kolumbianischer Musiker und Musikpädagogen ausübte. Neben seiner 1896 veröffentlichten Harmonielehre verfasste er weitere Lehrbücher zur Musiktheorie und Ästhetik sowie einen programmatischen Essay über Nationalismus in der Kunst (El Nacionalismo en el Arte). Seine Schriften wie auch die von ihm gegründeten Institutionen lassen sein Ziel erkennen, das akademische Studium gehobener Musik in Kolumbien zu etablieren, wobei er populären Musikelementen nicht so ablehnend gegenüberstand wie sein Schüler Guillermo Uribe und sie zum Teil in seinen Ansatz einer Verbindung von nationalmusikalischen Elementen und einer strengen Struktur integrierte. Zu seinen Schülern gehörten neben Uribe auch Lelio Olarte (1882–1940), Jerónimo Velasco (1885–1963), Manuel Ezequiel de la Hoz (1885–1976), Daniel Zamudio (1887–1952) und Josefina Acosta de Barón (* 1897).